# Dmytro Zamotayev
Dmytro Zamotayev (en ucraniano: Дмитро Замотаєв, Zaporiyia, 4 de abril de 1995) es un deportista ucraniano que compite en boxeo.
Ganó una medalla de bronce en el Campeonato Mundial de Boxeo Aficionado de 2015 y dos medallas de bronce en el Campeonato Europeo de Boxeo Aficionado, en los años 2017 y 2022. En los Juegos Europeos de Bakú 2015 obtuvo una medalla de bronce en el peso minimosca.

## Palmarés internacional
| Campeonato Mundial | Campeonato Mundial | Campeonato Mundial | Campeonato Mundial |
| Año                | Lugar              | Medalla            | Categoría          |
| ------------------ | ------------------ | ------------------ | ------------------ |
| 2015               | Doha (Catar)       | Medalla de bronce  | 49 kg              |
| Juegos Europeos    |                    |                    |                    |
| Año                | Lugar              | Medalla            | Categoría          |
| 2015               | Bakú (Azerbaiyán)  | Medalla de bronce  | 49 kg              |
| Campeonato Europeo |                    |                    |                    |
| Año                | Lugar              | Medalla            | Categoría          |
| 2017               | Járkov (Ucrania)   | Medalla de bronce  | 52 kg              |
| 2022               | Ereván (Armenia)   | Medalla de bronce  | 51 kg              |